# Nikon F6
Die Nikon F6 ist eine für professionelle Anwendung konstruierte Spiegelreflex-Kleinbildkamera des japanischen Herstellers Nikon.
Die F6 ist die sechste Kamera der Nikon-F-Serie und wurde 2004 als Nachfolgerin der Nikon F5 eingeführt. Die Produktion wurde Ende 2020 eingestellt. Sie blieb neben der nicht weltweit erhältlichen FM10, deren Produktion mittlerweile ebenfalls eingestellt wurde, die letzte noch hergestellte Kleinbild-Spiegelreflexkamera auf Filmbasis. Im Gegensatz zu allen ihren Vorgängerinnen verfügt sie nicht mehr über einen Wechselsucher.

## Objektive
Folgende Objektive können mit der Kamera genutzt bzw. nicht genutzt werden:
- AF-, AF-D-, AF-I-, AF-S- und AF-G-Objektive sind ohne Einschränkungen verwendbar.
- E-Objektive sind nicht kompatibel.[2]
- Ai-P-Objektive sind, bis auf den, dem Objektiv fehlenden Autofokus, mit allen Kamerafunktionen einsetzbar;
- Auf Ai umgebaute, original Ai-, Ai-S-, Serie E- und F3AF-Objektive ermöglichen keine Blenden- und Programmautomatik und keinen Autofokus (bei Lichtstärke 1:5,6 und höher manuelle Einstellhilfe). Nach Eingabe der Objektivdaten können sie ansonsten wie CPU-Objektive verwendet werden (Color-Matrixmessung und Anzeige der Blendenstufe);
- Non-Ai-Objektive können nicht angesetzt werden.
- DX-Nikkor-Objektive können nicht sinnvoll verwendet werden.

## Zubehör
- Augenmuschel
- High-power High-speed Battery Pack MB-40
Mit dem optionalen Battery Pack MB-40 kann die Bildfrequenz von 5,5 B/s auf 8 B/s gesteigert werden. Der MB-40 nimmt 8 AA Mignonzellen auf.
- Datenlesegerät MV-1
Mit dem Datenlesegerät MV-1 können die in der Kamera gespeicherten Aufnahmedaten (Full Exif Data Logging) auf eine CF-Card übertragen werden und anschließend auf dem PC bearbeitet werden.